# Liste des Commonwealth Heritage in Tasmanien
Die Liste des Commonwealth Heritage listet alle Objekte in Tasmanien auf, die in die Commonwealth Heritage List aufgenommen wurden. Grundlage der Liste ist der Environment Protection and Biodiversity Conservation Act aus dem Jahr 1999. Bis November 2004 wurden in dem Bundesstaat 15 Stätten in die Liste aufgenommen.
- Anglesea Barracks
- Australian Maritime College, Newnham Campus
- Cape Sorell Lighthouse
- Cape Wickham Lighthouse
- Eddystone Point Lighthouse
- General Post Office, Hobart
- General Post Office, Launceston
- Goose Island Lighthouse
- Mersey Bluff Lighthouse
- Paterson Barracks Commissariat Store
- Pontville Small Arms Range Grassland Site
- Queenstown Post Office
- Swan Island Lighthouse
- Table Cape Lighthouse
- Tasman Island Lighthouse